# 金巻ともこ
金巻 ともこ（かねまき ともこ、1975年6月16日 - ）は、日本のライター、小説家。神奈川県横浜市出身。横浜共立学園高等学校卒業。
ゲームのノベライズを中心活動とする以前は、PCゲームのシナリオも執筆していた。さらにゲーム雑誌ライターとしての経歴やメールマガジン、デイリーポータルZへの寄稿など活動は多岐にわたっている。また『ユリイカ』などに文章を書いている。

## 発言など
- 選択的夫婦別姓制度について、「夫婦別姓の話ですが、離婚して名字が戻ったときに取締役をやっておりまして、様々な名義を変更しなくちゃいけなくて、さらには名義変更にお金も払わないといけなかった結果、選択肢として別姓を選べるのを支持しています。」と述べ、賛同している[1]。

## 作品

### 小説
- My Merry May（金巻朋子名義）
- Memories Off 2nd Jive character novels 寿々奈鷹乃編
- Memories Off Jive character novels 双海詩音編
- となグラ!ノベル〜まりえ編
- Take Off!
- キングダム ハーツ（上巻）
- キングダム ハーツ（下巻）
- キングダム ハーツ チェイン オブ メモリーズ ソラ編（上巻）
- キングダム ハーツ チェイン オブ メモリーズ ソラ編（下巻）
- キングダム ハーツ チェイン オブ メモリーズ Reverse/Rebirth
- キングダム ハーツII vol.1 Roxas―Seven days
- キングダム ハーツII vol.2 The Destruction of Hollow Bastion
- キングダム ハーツII vol.3 Tears of Nobody
- キングダム ハーツII vol.4 Anthem―Meet Again/Axel Last Stand
- キングダム ハーツII Short Stories Vol.1 OTHER DIAMONDS
- キングダム ハーツII Short Stories Vol.2 Axel Seven Days
- キングダム ハーツ 358/2 Days Vol.1 The 14th
- キングダム ハーツ 358/2 Days Vol.2 Go to the Sea
- キングダム ハーツ 358/2 Days Vol.3 Xion-Seven Days
- キングダム ハーツ バース バイ スリープ Vol.1 Something Strange
- キングダム ハーツ バース バイ スリープ Vol.2 Best Friends
- キングダム ハーツ バース バイ スリープ Vol.3 To the Future
- キングダム ハーツ Re:コーデッド
- キングダム ハーツ 3D ［ドリーム ドロップ ディスタンス］ Side Sora
- キングダム ハーツ 3D ［ドリーム ドロップ ディスタンス］ Side Riku
- Lamento -BEYOND THE VOID- expiatio
- ドッグポリス 奇跡の警備犬ものがたり（映画「DOG×POLICE 純白の絆」のノベライズ）
- 銀河へキックオフ!!1
- キングダム ハーツIII Vol.1 Re:Start!!
- キングダム ハーツIII Vol.2 New Seven Hearts
- キングダム ハーツIII Vol.3 Remind Me Again

### 漫画原作
- かせんとびじょきょ（ヤングガンガン）

### ゲーム（シナリオ）
- キングダム ハーツ 358/2 Days (DS)
- お茶犬の部屋DS2 (DS)
- てんたま2wins (PS2) （金巻朋子名義）
- バージニア〜真実の未来〜（PC 18禁）（金巻朋子名義）
- 家飛（PC 18禁）（金巻朋子名義）
- Virgin SNOW 〜雪降る丘であなたと〜（PC 18禁）